# 에머리 파넬
에머리 파넬(Emory Parnell, 1892년 12월 29일 ~ 1979년 6월 22일)은 미국의 배우, 연극 배우, 텔레비전 배우이다.

## 영화
- 아다 (1961년)
- 디스 어스 이즈 마인 (1959년)
- 서부의 사나이 (1958년)
- 델리케이트 딜리퀀트 (1957년)
- 파드너스 (1956년)
- 딜론 보안관 (1955년)
- 샤이안 (1955년)
- 아티스트 & 모델 (1955년)
- OK 부부의 신혼 여행 (1954년)
- 사브리나 (1954년)
- 정글 보이 봄바 9 (1953년)
- 콜 미 마담 (1953년)
- 히어 컴 더 걸스 (1953년)
- 이지 투 러브 (1953년)
- 밴드 웨곤 (1953년)
- 웬 인 로마 (1952년)
- 애보트와 코스텔로- 크리스마스 쇼 (1952년)
- 오명의 목장 (1952년)
- 해스 애니바디 신 마이 겔 (1952년)
- 그라운드 포 매리지 (1951년)
- 골든 걸 (1951년)
- 쇼 보트 (1951년)
- 투 프리즈 어 레이디 (1950년)
- 론 레인저 - 49년 시리즈 (1949년)
- 여인의 비밀 (1949년)
- 더 뷰티풀 브론드 프럼 배쉬풀 벤드 (1949년)
- 워즈 앤 뮤직 (1948년)
- 썸머 홀리데이 (1948년)
- 미스터 브랜딩스 (1948년)
- 좀비 온 브로드웨이 (1945년)
- 모간 크리크의 기적 (1944년)
- 당당하게 (1944년)
- 더 휴먼 코미디 (1943년)
- 레츠 페이스 잇 (1943년)
- 두 베리 워즈 어 레이디 (1943년)
- 무법자 (1943년)
- 데이 올 키시드 더 브라이드 (1942년)
- 킹스 로우 (1942년)
- 내 사랑 마녀 (1942년)
- 설리반의 여행 (1942년)
- 철완 짐 (1942년)
- 언홀리 파트너스 (1941년) - Col. 메이슨 역
- 루이지아나 퍼처스 (1941년)
- 말타의 매 (1941년)
- 이프 아이 해드 마이 웨이 (1940년)
- 히트 퍼레이드 오브 1941 (1940년)
- 위대한 맥긴티 (1940년)
- 바보의 기쁨 (1939년)
- 더 스타 메이커 (1939년)
- 렛 프리덤 링 (1939년)
- 이스트 사이드 오브 헤븐 (1939년)
- 세인트 루이스 블루스 (1939년)
- 포효하는 20년대 (1939년)
- 스윗하츠 (1938년)
- 닥터 리듬 (1938년)